# 立山酒造
立山酒造株式会社（たてやましゅぞう）は、富山県砺波市にある清酒などを製造・販売する日本の酒造メーカー。

## 概要
富山県内をはじめ、北陸でも屈指の日本酒メーカーの地位を誇る。なかでもラベル表記から「酉印」「立山二級」とも呼ばれる「銀嶺立山・本醸造（旧：普通酒）」が、淡麗辛口であることでの人気が際立つ。日本三名山のひとつ「立山」にちなんで名付けられたその酒は、品質追求の信条を基に、白山に源を発する花崗岩に濾過された清流庄川の伏流水を仕込み水に使用し、原料米には酒造好適米の最高峰とされる兵庫県産山田錦を主とし、北陸の代表的な酒造好適米「五百万石」など良質な酒造好適米を用いて醸されている。

## 歴史
- 1830年（文政13年） - 井波町新明屋仙助が江戸幕府より酒造株の所持を許可され、創業[1][2]
- 1900年（明治33年） - パリ万国博覧会へ出展[1]
- 1906年（明治39年）12月20日 - 会社組織へ変更　
  - 法人番号：7230001008293
  - 法人番号指定年月日：2015年（平成27年）10月5日
  - 会社法人等番号（法務省登記）：2300-01-008293

## 主な銘柄
- 銀嶺立山（本醸造（旧・普通酒）、特別本醸造（旧：本醸造）、吟醸、純米酒）

普通酒および本醸造の化粧箱には、立山（雄山）頂上と雄山神社峰本社がデザインされていたが、現在は白地ベースのシンプルな化粧箱に変わっている。
- 純米吟醸 雨晴
- 愛山（3年にわたり低温で貯蔵、熟成した古酒）
- 立山梅酒

## 食品表示
- 品目：清酒
- 製造者：立山酒造株式会社
- 製造場：砺波市中野220
- 原材料名
  - 米（国産・兵庫愛山100%）精米歩合37%
  - 米麴（国産米・兵庫愛山100%）精米歩合37%
  - 醸造アルコール
- アルコール分：15度以上16度未満
- 内容量：
  - 720ml
  - 1,800ml

## 清酒製造免許
第1253号

## 本社・工場
〒939-1322 富山県砺波市中野217番地（登記住所は220番地）

## 受賞歴
全国新酒鑑評会
平成14酒造年 - 29酒造年
【新酒鑑評会金賞】
令和4酒造年度は第一工場が受賞。
令和3酒造年度は第一工場が受賞。
令和2酒造年度は第一工場、第三工場が受賞。
平成30酒造年度は第三工場が受賞。
平成19酒造年度は第一工場が受賞
「立山」金賞受賞
平成29年受賞